# Necdet Özel
General Necdet Özel nació en 1950 es un General del ejército turco actualmente se desempeña como el 28vo Jefe del Estado Mayor General de las Fuerzas Armadas de Turquía. Anteriormente se desempeñó como comandante de las fuerzas terrestres turcas.